# IMT Atlantique
IMT Atlantique (znana również jako École Nationale Supérieure Mines-Télécom Atlantique Bretagne-Pays de la Loire lub École des Mines Télécom Atlantique) to francuska Grande école i szkoła inżynierska utworzona 1 stycznia 2017 roku przez połączenie École nationale supérieure des mines de Nantes i Télécom Bretagne.
IMT Atlantique jest jedną ze szkół stosowanych w École polytechnique.

## Słynni nauczyciele
- Alain Glavieux, francuski informatyk